# Маркин, Николай Александрович
Николай Александрович Маркин (28 июня 1921, Курочкино, Свияжский кантон, Татарская АССР — 17 июня 2022, Москва) — советский художник кино. Заслуженный художник Российской Федерации (1992). Лауреат Государственной премии СССР (1979).

## Биография

### Происхождение
Николай Маркин родился 28 июня 1921 года в русской деревне Курочкино Свияжского кантона Татарской АССР (с 1936 — деревня в составе Козловского района Чувашской АССР). Отец Николая — Александр Степанович Маркин (1896—1933); мать — Екатерина Акимовна Маркина (1895—1972).
Отец Николая работал в сельском хозяйстве, на водном транспорте. Александр Степанович был младшим сыном в семье мельника. В 1930 году семья (отец, мать с четырьмя детьми) переехала в поселок Василево (ныне город Чкаловск). В 1933 году отец был арестован, в этот год родные видели его в последний раз. Мать Николая — Екатерина Акимовна — работала в это время санитаркой в больнице.
После 8-го класса школы поступил в Ярославское художественное училище. Сразу после получения аттестата Николай был призван на фронт.

### Участие в войне
Участник Великой Отечественной войны. Осенью 1941 года его направили в Киевское пехотно-пулеметное военное училище, которое было тогда эвакуировано в город Ачинск Красноярского края. Летом 1942 года Николай Александрович получил направление пулеметчиком учебно-стрелкового батальона в 112-ю стрелковую дивизию, которой командовал И. Е. Ермолкин.
Участвовал в обороне высоты 101 — Мамаева кургана. 112-я дивизия находилась в составе 64-й армии генерала М. С. Шумилова. Под натиском немецких сил Сталинградский фронт был разрезан в районе реки Царицы, и дивизия оказалась в составе 62-й армии. В ноябре 1942 года при переформировании дивизии Николай Маркин был отправлен на вновь созданный Донской фронт под командованием генерала К. К. Рокоссовского и стал пулеметчиком второй роты 538-го стрелкового полка 120-й дивизии полковника К. К. Джахуа.
Осенью 1943 года в связи с ранением Николай Александрович Маркин вернулся в Чкаловск. Некоторое время он работал художником-оформителем в районном Доме культуры, а с 1944 года стал сотрудником мемориального музея В. П. Чкалова. Музей открылся в 1940 году, и к этому времени его экспозиция ещё не полностью сложилась. Николай Александрович работал над её расширением, а также проводил экскурсии для посетителей по музею и ангару, где хранились самолёты, на которых летал знаменитый летчик. В Чкаловске Николай Александрович женился.

### Работа в кино
После войны поступил во Всесоюзный государственный институт кинематографии (ВГИК). Н. А. Маркин окончил с отличием художественный факультет ВГИКа и получил направление художником-постановщиком на киностудию «Мосфильм». Среди его работ — «Обыкновенный человек», «Последние залпы» по повести Ю. Бондарева, «Двое в степи» по повести Э. Казакевича, «Вий» в постановке А. Птушко, последний фильм Л. И. Гайдая «На Дерибасовской хорошая погода…», известные телевизионные фильмы по произведениям А. С. Иванова «Тени исчезают в полдень» и «Вечный зов». В 1979 году за создание картины «Вечный зов» основной творческой группе, и Николаю Александровичу в том числе, была присуждена Государственная премия СССР. В 1976 году он был награждён орденом Трудового Красного Знамени за работу в кино, а позже получил звание «Заслуженный художник РСФСР».
Постоянный участник выставок московских художников-ветеранов Великой Отечественной войны, а также Московского Союза художников.
Н. А. Маркин часто становился участником различных художественных выставок. В городе Чкаловске выставкой Маркина открылась картинная галерея имени Александра Каманина (народного художника России). В этой галерее собрано несколько сотен работ художников — уроженцев города Чкаловска. Н. А. Маркин — участник выставок МОСХ, выставок художников театра и кино. Работал в жюри ежегодного Московского международного форума «Одарённые дети». Как художник-ветеран он постоянно участвовал в ежегодных выставках ко Дню Победы. Член КПСС с 1946 года.

### Личная жизнь
Проживал в Москве. В 2021 году «Мосфильм» поздравил Николая Маркина со столетием.
Скончался 17 июня 2022 года. Прах захоронен на Востряковском кладбище.

## Награды
- Государственная премия СССР (1979)— за художественное оформление двенадцати серий телевизионного фильма «Вечный зов»
- Заслуженный художник Российской Федерации (21 февраля 1992) — за заслуги в области киноискусства
- Почётный гражданин Чкаловского района[5]

## Фильмография
- 1955 — Молдавские напевы
- 1956 — Обыкновенный человек
- 1957 — Огненные вёрсты
- 1958 — Солдатское сердце
- 1960 — Первое свидание
- 1960 — Последние залпы
- 1962 — Двое в степи
- 1962 — Увольнение на берег
- 1963 — Выстрел в тумане
- 1964 — Палата
- 1965 — Три времени года
- 1967 — Вий
- 1968 — Времена года (киноальманах)
- 1969 — Неподсуден
- 1971, 1973 — Тени исчезают в полдень
- 1973 — И на Тихом океане...
- 1979 — Отец и сын
- 1984 — Песочные часы
- 1985 — Город невест
- 1986 — Аэропорт со служебного входа
- 1988 — Отцы
- 1989 — Стук в дверь
- 1990 — Враг народа Бухарин
- 1992 — На Дерибасовской хорошая погода, или На Брайтон-Бич опять идут дожди